# هیروکی هاتوری
هیروکی هاتوری (انگلیسی: Hiroki Hattori؛ زادهٔ ۳۰ اوت ۱۹۷۱) بازیکن فوتبال اهل ژاپن است.
از باشگاه‌هایی که در آن بازی کرده‌است می‌توان به باشگاه فوتبال کاوازاکی فرونتال، باشگاه فوتبال شیمیزو اس-پالس، باشگاه فوتبال آویسپا فوکوئوکا، باشگاه فوتبال آلبیرکس نیگاتا، و باشگاه فوتبال ساگان توسو اشاره کرد.